# Liste von Sakralbauten in Kempen
Die Liste von Sakralbauten in Kempen listet gegenwärtige und ehemalige Sakralbauten in der nordrhein-westfälischen Stadt Kempen auf. Zusätzlich werden hier auch Versammlungshäuser und -räume (ö. Ä.) von religiösen Gemeinschaften aus Kempen sowie Trauerhallen auf Friedhöfen aufgeführt, die im engeren Sinne ja keine Sakralbauten sind.

## Liste

### Kempen
| Abbildung      | Zugehörigkeit                       | Name / Bezeichnung                              | Standort                               | Bauzeit                      | Beschreibung |
| -------------- | ----------------------------------- | ----------------------------------------------- | -------------------------------------- | ---------------------------- | --- |
| weitere Bilder | Römisch-Katholische Gemeinde        | Propsteipfarre St. Mariae Geburt                | Judenstraße 14, 47906 Kempen           | 1200                         | Die Marienkirche in Kempen wurde um 1200 unter dem Patronat der Abtei Gladbach errichtet. Die Kirche war zunächst eine dreischiffige, ursprünglich flachgedeckte Basilika, die um 1240 zur Gewölbebasilika umgebaut wurde. In der folgenden Zeit wurde das Gotteshaus mehrmals umgebaut, die Arbeiten konnten in den Jahren 1482–90 abgeschlossen werden. Von 1854 bis 1876 erfolgte eine umfassende Restaurierung der Kirche. Infolge des Zweiten Weltkriegs wurden Teile des Gebäudes zerstört, große Teile konnten in den Jahren 1948–58 wieder hergestellt werden. Weitere Renovierungen fanden in den Jahren 1990–93 statt. |
| weitere Bilder | Römisch-Katholische Gemeinde        | Paterskirche Kempen                             | Burgstraße 19, 47906 Kempen            | 1631–1640                    | Am 31. Mai 1624 erteilte der Erzbischof Ferdinand die Erlaubnis, das Franziskanerkloster Kempen zu gründen. Als vorläufiges Gebetshaus wurde den Brüdern Heilig-Geist-Kapelle zur Verfügung gestellt. Am 25. November 1625 konnte mit dem Bau des Oratoriums begonnen werden, zwischen 1627 und 1630 wurde das weitere Klostergebäude errichtet. Die Grundsteinlegung für die Klosterkirche erfolgte am 20. Mai 1630, am 29. August 1640 konnte sie durch den Kurfürsten Franz Wilhelm von Wartenberg, Fürstbischof von Osnabrück, geweiht werden. 1748 wurde sie im Stil des Barock umgebaut, 1802 wurde das Kloster aufgelöst, das Gotteshaus wird aber weiterhin genutzt. |
| weitere Bilder | Römisch-Katholische Gemeinde        | Heilig-Geist-Kapelle Kempen                     | Buttermarkt 4, 47906 Kempen            | 1410–1420                    | Das Kempener Hospital wurde 1421 durch die Familie von Brochhusen gegründet. Erhalten ist von der gesamten Hospitalsanlage nur die zugehörige spätgotische Heilig-Geist-Kapelle (die Einweihung fand am 24. Juli 1421 statt), ein einschiffiger Hallenbacksteinbau mit einfachen Strebepfeilern von zwei kreuzgratgewölbten Jochen und einem einfachen Sterngewölbe im Chorraum. Nach der Verlegung des Kempener Hospitals in den Annenhof (1801) wurde die Kapelle unterschiedlich genutzt (Hotel, Offizierscasino der belgischen Besatzung, Atelier des Kempener Künstlers Fritz Wingen, NS-Dienststelle, Bücherei etc.). 1987 erwarb die Propsteipfarre St. Mariae Geburt das Gebäude von der Stadt Kempen, es wurde u. a. als Buchhandlung genutzt. Seit 2012 war die Kapelle geschlossen. Ab September 2020 ist sie zeitweise wieder geöffnet, als ökumenischer Raum spiritueller Begegnung, für Gebet und Andacht. |
| weitere Bilder | Römisch-Katholische Gemeinde        | Pfarrkirche Christ König                        | Concordienplatz 1, 47906 Kempen        | 1968 / 1992–1993             | Um das Jahr 1962 wurde für die in Grefrath stationierten belgischen Streitkräfte ein neuer Stadtteil (mit dem Namen „Neue Stadt“ – heute „Hagelkreuz“ genannt) errichtet. Im Gegensatz zu den anderen Stadtteilen handelt es sich hierbei nicht um einen über Jahrhunderte gewachsenen Ortsteil, sondern er wurde am Reißbrett geplant. Zum Ende der 60er Jahre siedelten sich hier auch viele Neubürger an. Am 15. Dezember 1968 konnte hier die neue Kirche (ein Fertigbau aus Holzbauteilen als Provisorium) mit dem Namen „Christ König“ geweiht werden, da aber mit den Jahren viele bauliche Mängel auftraten, wurde das Gebäude im Jahr 1991 abgerissen. In den Jahren 1992 und 1993 wurde am Concordienplatz das heutige Gotteshaus mit gleichem Namen nach den Plänen von Hans und Stefan Haas (Aachen) erbaut. Die Innengestaltung übernahmen Klaus Balke (Malerei) und Titus Reinarz (Bildhauerei), das Gotteshaus konnte am 28. März 1993 konsekriert werden. |
| weitere Bilder | Römisch-Katholische Gemeinde        | Kirche St. Josef                                | Eibenweg 1, 47906 Kempen               | Ende der 1960er-Jahre / 1990 | Auf den Eibenweg wurde Ende der 1960er-Jahre eine Notkirche aus Fertigbauteilen (mit dem Namen „St. Josef“) erbaut, sie konnte am 26. Mai 1969 geweiht werden. Sehr bald zeigten sich aber Verschleißerscheinungen, im Jahr 1983 wurde mit ersten Planungen für ein neues Gemeindezentrum begonnen. In den Jahren 1986 und 1987 wurde ein Architekturwettbewerb ausgeschrieben, der vom Architektenbüro Günther Schmitz und Heinrich Curbach (Aachen) gewonnen wurde. Die Notkirche wurde im Jahr 1988 abgebrochen, am 19. März 1989 konnte der Grundstein für das neue Gotteshaus durch den Weihbischof Karl Reger gelegt werden. Die Konsekration durch den Bischof Klaus Hemmerle konnte dann am 3. März 1990 gefeiert werden. Das Gotteshaus beinhalten u. a. Bronzeplastiken von Tisa von der Schulenburg (noch aus der Zeit der Notkirche), Altar, Ambo und Taufstein von Ulrich Rückriem sowie eine Orgel aus der Brüsseler Werkstatt Patrick Collon. Der Entwurf für die künstlerische Gestaltung der Glasfenster stammt vom Schweizer Künstler Josef Ebnöther.                                                   |
| weitere Bilder | Römisch-Katholische Kapelle         | Kapelle St. Peter                               | St. Peter, 47906 Kempen                | 900                          | Nach örtlichen Überlieferungen stammt die Kapelle aus karolingischer Zeit um das Jahr 900. Der romanische Sakralbau stellt das älteste Bauwerk in Kempen und im Gebiet des heutigen Kreises Viersen dar. Der älteste Teil des heutigen Baus ist die Osthälfte des Langhauses. Erwähnung findet St. Peter erstmals in einer Urkunde des Kölner Erzbischofs Siegwin aus dem Jahr 1085. Sie war die älteste Pfarrkirche des Kempener Landes. Im 13. Jahrhundert gingen die Pfarrrechte an die neu errichtete Kirche St. Mariae Geburt in Kempen über. |
| weitere Bilder | Römisch-Katholische Kapelle         | Kreuzkapelle                                    | Alter Prozessionsweg 6, 47906 Kempen   | 1608–1639                    | Zwischen 1608 und 1693 wurde die Kreuzkapelle errichtet, als Erbauer wird Heinrich Ingenholt aus Kempen genannt. Ein Umbau fand im Jahr 1894 statt. Auf dem umzäumten Gelände befinden sich Kreuzwegstationen, die teilweise nicht einsichtbar sind. |
| weitere Bilder | Evangelische Landeskirchen-Gemeinde | Thomaskirche                                    | Kerkener Straße 11, 47906 Kempen       | 1909–1910                    | Die erste Erwähnung einer evangelischen Gemeinde in Kempen geht auf den August 1543 zurück, ein Jahr später wird hier eine Wiedertäufergemeinde nachgewiesen. Wieder ein Jahr später wird mit Albert Hardenberg der erste evangelische Pfarrer in Kempen eingeführt. Erst nach mehreren Jahrhunderten mit wechselnder Verfolgung und Glaubensfreiheit kann am 25. November 1846 das erste evangelische Gotteshaus Ecke Burg-/Engerstraße geweiht werden. Für den Bau einer neuen Kirche kann ein Grundstück Ecke Aldekerker/Wachtendonker Straße erstanden werden, als Baumeister konnte der Mülheimer Architekt Heinrich Heidsiek gewonnen werden. Der Grundstein konnte am 25. April 1909 gelegt werden, die Einweihung der Thomaskirche fand am 17. Juli 1910 statt. |
| weitere Bilder | Freie evangelische Gemeinde         | Christus Centrum Kempen                         | Dunantstraße 23, 47906 Kempen          |                              | Im Jahr 1996 gründeten Burkhard und Henrike Seidlitz die Freie evangelische Gemeinde „Christus Centrum Kempen“. In einem ehemaligen Ladenlokal an der Dunantstraße befindet sich das Büro der Gemeinde, es finden regelmäßig Gottesdienste statt – u. a. auch in einem Hauskreis in Grefrath. |
| weitere Bilder | Neuapostolische Kirche              | Neuapostolische Kirche Kempen                   | Birkenallee 15, 47906 Kempen           |                              | [ 15 ] |
| weitere Bilder | Städtische Trauerhalle              | Friedhofshalle Kempen, Berliner Allee           | Berliner Allee 1, 47906 Kempen         |                              | |
| weitere Bilder | Judentum                            | Synagoge Kempen                                 | Umstraße/Ecke Donkwall, · 47906 Kempen | 1848 bis 1849                | Im 13. Jahrhundert sind erste Juden in Kempen nachgewiesen, diese kleine Gemeinschaft wurde aber durch ein Pogrom im Jahr 1288 zunichtegemacht. In der ersten Hälfte des 14. Jahrhunderts siedelten sich wieder jüdische Familien an, diese wurden aber 1385 endgültig vertrieben. Erst um das Jahr 1800 gab es wieder einen Nachweis einer jüdischen Gemeinschaft, ca. 1808 wurde ein Betraum an der Judenstraße/Ecke Schulstraße eingerichtet. Zwischen 1848 und 1849 wurde eine Synagoge in Ziegelsteinbauweise in der Umstraße/Ecke Donkwall erbaut, 1933 kam es zu ersten judenfeindlichen Ausschreitungen, viele jüdische Familien emigrierten in den Folgejahren. Am 10. November 1938 wurde die Synagoge von einheimischen SA-Angehörigen verwüstet und in Brand gesetzt, sie brannte völlig aus. Anschließend wurde jüdisches Eigentum in der Stadt demoliert. Mit der Deportation der letzten Juden in den Jahren 1941 und 1942 endete die Geschichte der Juden in Kempen, es gab nur einen Überlebenden: Kurt Mendel. Im Jahr 1982 wurde ein Mahnmal in der Nähe des alten Standortes der Synagoge eingeweiht. |
| weitere Bilder | Islam                               | DITIB Türkisch-Islamische Gemeinde Kempen e. V. | Verbindungsstraße 21, 47906 Kempen     |                              | |

### Schmalbroich
| Abbildung      | Zugehörigkeit               | Name / Bezeichnung                      | Standort / Koordinaten       | Bauzeit  | Beschreibung |
| -------------- | --------------------------- | --------------------------------------- | ---------------------------- | -------- | --- |
|                | Römisch-Katholische Kapelle | Kapelle Heumischhof                     | Am Heumischhof, 47906 Kempen | ca. 1908 | Ursprünglich als Keimzelle für eine Benediktinerabtei geplant (in Ergänzung zur Abtei Mariendonk), ging die Kapelle aus einer Rübenscheune hervor, sie ist integrierter Bestandteil einer vierflügeligen Backstein – Hofanlage. In den 30er Jahren erhielt sie eine neue Orgel und eine Abside. Durch Kriegseinwirkung wurde die Kapelle zerstört und bereits im Jahr 1941 wieder aufgebaut. Gottesdienste werden in der Kapelle heute nur noch zu besonderen Gelegenheiten gefeiert. |
| weitere Bilder | Römisch-Katholische Kapelle | Kriegergedächtniskapelle u. Hl. Brigida | Kapellenweg, 47906 Kempen    | 1875     | Am 19. Oktober 1873 beschlossen die Schmalbroicher Bürger eine kleine Kirche (mit dem Namen Maria-Hilf-Kapelle) zu erbauen, die Grundsteinlegung wurde am 10. Juni 1875 durchgeführt. Die Einsegnung fand am 22. Oktober 1876 statt, am 22. Oktober 1926 wurde sie zur Kriegergedenkstätte umgewandelt. |

### St. Hubert
| Abbildung      | Zugehörigkeit                       | Kirche                               | Standort / Koordinaten                    | Bauzeit / Weihe | Beschreibung |
| -------------- | ----------------------------------- | ------------------------------------ | ----------------------------------------- | --------------- | --- |
| weitere Bilder | Römisch-Katholische Gemeinde        | Kirche St. Hubertus                  | Kirchplatz 2, 47906 Kempen                | 1524, 1846–1849 | Die vermutlich erste (hölzerne) Kapelle oder Kirche in St. Hubert wird auf das Jahr 625 terminiert. Im Jahr 1446 wurde sie dem Hl. Hubertus gewidmet, 1790 dann zur Pfarrkirche ernannt. In den Jahren 1846 bis 1849 wurde das jetzige Gotteshaus St. Hubertus, eine neugotische dreischiffige Backstein-Hallenkirche, erbaut. Der Turm stammt bereits aus dem Jahr 1524. |
| weitere Bilder | Evangelische Landeskirchen-Gemeinde | Gustav-Adolf-Kirche (Schwedenkirche) | Evangelische Kirchstraße 31, 47906 Kempen | 1959            | Nachdem sich viele evangelischen Flüchtlinge nach dem Zweiten Weltkrieg in St. Hubert niedergelassen hatten, war es notwendig geworden, auch hier ein evangelisches Gotteshaus zu errichten. Da aber hierfür keinerlei Geldmittel vorlagen, machte sich der damalige Pfarrer Friedrich Fliedner auf den Weg nach Schweden, um dort etwas Holz für den Bodenbelag oder die Dachkonstruktion zu erbetteln. Dort entschied man sich, der Gemeinde eine komplette Kirche zu schenken. Mit Hilfe eines katholischen Frachtunternehmers aus dem Emsland (der den Transport kostenlos übernahm) wurde das Holz bis in den Hafen von Uerdingen transportiert. Unter tatkräftiger Hilfe der Gemeindemitglieder konnte das kleine Holzkirchlein (nach dem Modell der „Amsberg-Kapelle“ in Stora Tuna/Schweden) errichtet werden, die Einweihung fand am 9. August 1959 statt. Ein Glockenturm konnte im Jahr 1962 gebaut werden, in den Folgejahren wurden diverse Renovierungen durchgeführt. Die Kirche besitzt Fenster der Glaskünstlers Joachim Klos aus den Jahren 1996 und 1997, Fertigung durch die Glaswerkstatt Glaswerkstatt Hein Derix in Kevelaer. Im Jahr 2006 konnte eine neue Orgel (der Firma Schreier, Thierhaupten) eingeweiht werden. |

### Tönisberg
| Abbildung      | Zugehörigkeit                       | Kirche                              | Standort / Koordinaten             | Bauzeit                  | Beschreibung |
| -------------- | ----------------------------------- | ----------------------------------- | ---------------------------------- | ------------------------ | --- |
| weitere Bilder | Römisch-Katholische Gemeinde        | Kirche St. Antonius                 | Dr.-Laakmann-Gasse 1, 47906 Kempen | 14. Jahrh. / 1537 / 1898 | Bereits im frühen 14. Jahrhundert gab es nahe der heutigen Kirche eine Kapelle mit dem Namen Sanct Antonius am Berghe, die aber 1888 einem Brand zum Opfer fiel. Im Jahr 1537 begann der Bau einer Kirche mit dem Namen St. Antonius, die aber zu klein für die Gemeinde wurde. Sie wurde 1893 abgerissen, die Grundsteinlegung der neuen Kirche fand im April 1894 statt. Am 17. Juli 1898 konnte das Gotteshaus durch Bischof Hermann Jakob Dingelstad geweiht werden. |
|                | Römisch-Katholische Kapelle         | Antoniuskapelle                     | Windmühlenweg, 47906 Kempen        | 17. Jahrh.               | Das ehemalige Cobbers-Heiligenhäuschen stammt vermutlich aus dem 17. Jahrhundert. Im Jahr 1935 wurde die Einrichtung durch ein Tonrelief des heiligen Antonius (Mönchsvater) ersetzt, von da an nannte man das Heiligenhäuschen nur noch Antoniuskapelle. |
| weitere Bilder | Städtische Trauerhalle              | Aussegnungshalle Friedhof Tönisberg | Erprathsweg, 47906 Kempen          |                          | |
| weitere Bilder | Evangelische Landeskirchen-Gemeinde | Evangelische Kirche Tönisberg       | Feldweg 8, 47906 Kempen            | 1968 / 1975              | Die evangelischen Christen in Tönisberg wurden bis Gründung einer eigenständigen Gemeinde durch die benachbarte Kirchengemeinde Vluyn versorgt, die Gottesdienste fanden in einer alten Schule in Tönisberg statt. Im Jahr 1967 wurden die beiden Tochtergemeinden St. Hubert (zu Kempen gehörig) und Tönisberg (zu Vluyn gehörig) in der neuen Kirchengemeinde St. Hubert / Tönisberg pfarramtlich verbunden. Am 1. Mai 1968 trat der erste Pfarrer seinen Dienst an, das zugehörige Gotteshaus (eine einfache Holzkirche) in Tönisberg konnte am 8. Dezember 1968 seiner Bestimmung übergeben werden. Anliegend wurde ein Pfarrhaus erbaut, das Richtfest konnte am 11. September 1970 gefeiert werden. Nach knapp sieben Jahren Nutzung der Holzkirche wurde (nach Plänen des Architekten Hans Otto von Schaper) ein neues Gemeindezentrum erbaut, es konnte am 27. April 1975 eingeweiht werden, die Holzkirche wurde abgebaut und nach Strümp versetzt. |